# تيم ميرفي (سياسي)
تيم ميرفي هو سياسي كندي، ولد في 7 أغسطس 1959 في باري في كندا. حزبياً، نشط في الحزب الليبرالي في أونتاريو ‏. وقد انتخب عضو برلمان مقاطعة أونتاريو عن دائرة St. George—St. David ‏ (1993 – 1995).